# 청풍당
청풍당(淸風堂)은 강원도 강릉시 죽헌동에 있던 건축물이다. 1973년 7월 31일 강원도의 유형문화재 제40호로 지정되었다가, 1977년 6월 20일 문화재 지정이 해제되었다.

## 참고 문헌
- 청풍당 - 국가유산청 국가유산포털